# Akiko Hayakawa
Akiko Hayakawa (早川 明子) és una exfutbolista japonesa.

## Selecció del Japó
Va debutar amb la selecció del Japó el 1987. Va disputar 2 partits amb la selecció del Japó.

## Estadístiques
| Selecció del Japó | Selecció del Japó | Selecció del Japó |
| Anys              | Partits           | Gols              |
| ----------------- | ----------------- | ----------------- |
| 1987              | 1                 | 0                 |
| 1988              | 1                 | 0                 |
| Total             | 2                 | 0                 |